# Святослав Ігорович
Святосла́в І́горович (Хоробрий) (близько 938 р. — березень 972 р.) — великий князь київський (945—972 рр.). Представник династії Рюриковичів. Єдиний син київського князя Ігоря і княгині Ольги. Після загибелі батька перебував під регентством матері (945—964 рр.). Ставши самостійним правителем, проводив активну зовнішню політику, значно розширивши територію Руської держави. Підкорив волзьких булгар, аланів, радимичів, в'ятичів (964 р.). Розгромив Хозарський каганат (965—968 рр.). 968 року допоміг візантійському імператорові Никифору Фоці придушити повстання болгар, але його спроба залишитися в Болгарії змусила Візантію нацькувати на Київ печенігів. Відігнавши їх, посадив намісниками на Русі  своїх синів: Ярополка в Києві, Олега в Овручі, Володимира у Новгороді. 969 року вирушив у другий похід на Болгарію. 971 року був обложений у болгарському місті Доростолі, змушений повернутися на Русь. На зворотному шляху загинув у засідці на Дніпрі, яку влаштував печенізький хан Куря.

## Ім'я

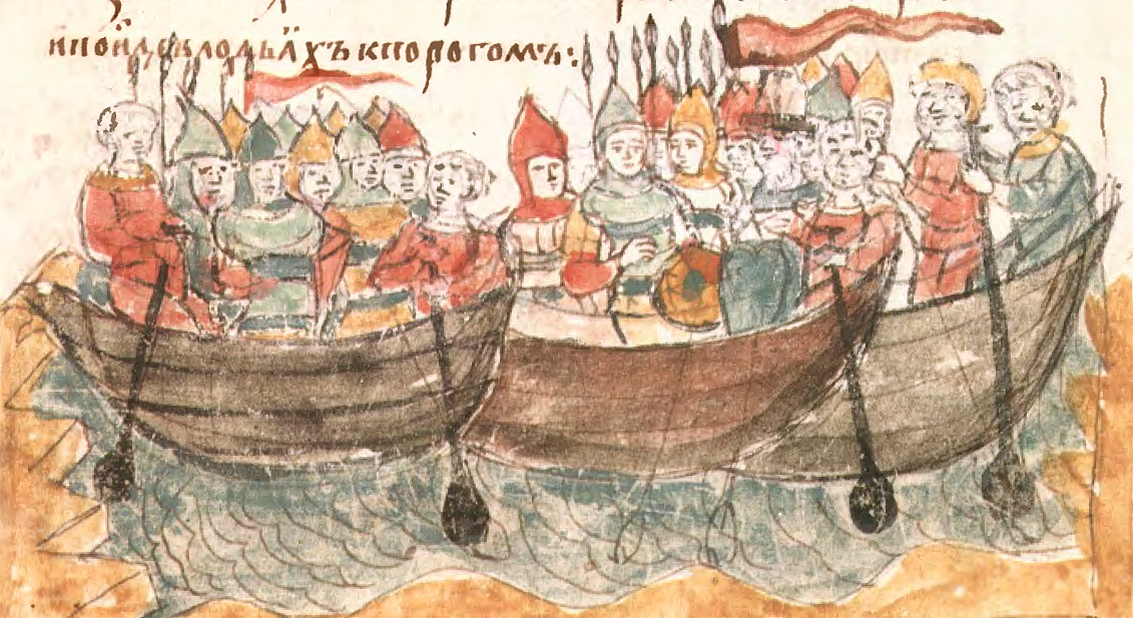
Святослав на порогах. Мініатюра з Радзивіллівського літопису XV ст.

В історіографії та художній літературі відомий за прізвиськом Святосла́в Хоро́брий (д.-рус. Ст҃ославъ хоробры); згадується у Галицько-Волинському літописі у порівнянні з князем Данилом Романовичем. Інші прізвиська — Сміливий, Великий, Завойовник тощо. У «Слові про закон і благодать» названий славним Святославом.
Водночас Василь Татищев та пізніші історики звертали увагу на візантійські джерела, в яких ім'я правителя Русі писалось як Сфендославос (дав.-гр. Σφενδοσθλάβος). Із цього робилося припущення, що справжнє ім'я князя — Свендослав, яке походить від скандинавського імені Свен (дан. Svend, д. сканд. Sveinn, швед. Sven) зі слов'янським княжим закінченням -слав. Подібні імена зустрічалися і на Русі. Наприклад, літописи повідомляли про воєводу Ігоря і Святослава Свенельда. Візантійські джерела згадують руського воєводу у війську Святослава Сфенкла і Сфенґа, імовірного сина Святослава.

## Біографія

### Молоді роки

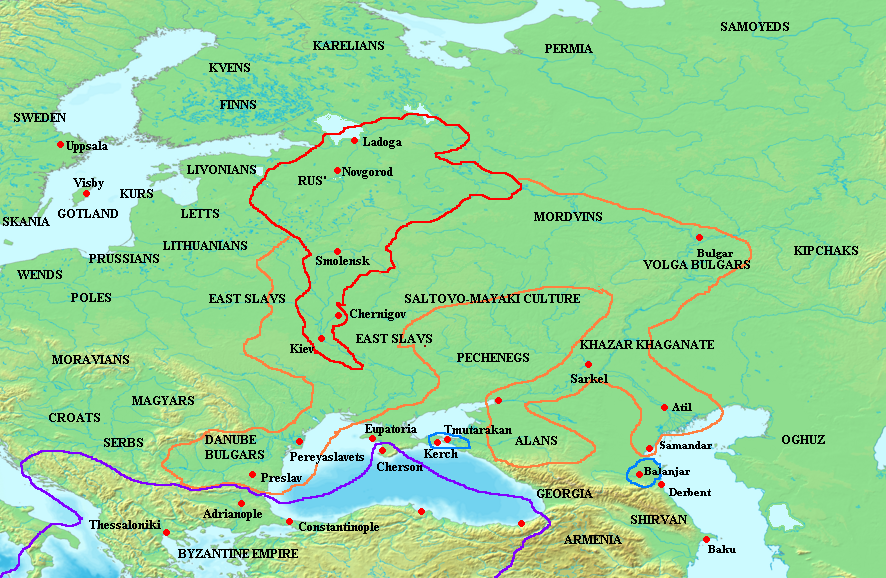
Володіння Святослава станом на 970 рік.

Святослав був єдиним сином київського князя Ігоря Рюриковича та його дружини Ольги.
Дата народження Святослава невідома: Леонтій Войтович припускає, що близько 938 р. (за Теофілом Кострубою — бл. 934 р., за Михайлом Брайчевським — близько 935 р., за Геннадієм Литавріним — бл. 939—940 рр., за Василем Татищевим — 920 р. (суперечить Льву Диякону), за Г. Філістом — 919 р., за А. Новосильцевою — 920 р., за Петром Толочком — 930—932 рр., за Миколою Карамзіним — 933 рік.
Упорядники Никонівського зведення по суті визнали, що не знають дати народження князя: «и остался у него сын Цветославль мал зело, а воєвода у него Свентелд» (120, с. 28).
Як зазнають літописи, у 946 р. Святослав уже сидів на коні й, навіть, пробував метнути списа, йому було тоді не менше 6—8 років. Літопис Авраамки вказує, що Святослав княжив 18 років, тобто із 964 р. став незалежним правителем від матері, яка до того була регентом.

### Приєднання в'ятичів
У 964 році князь Святослав Ігорович здійснив свій перший похід на землі слов'янського племені в'ятичів, які платили данину хозарам. В'ятичі заселяли лісисте межиріччя Оки та Волги. Пробувши в них усю зиму, Святослав домігся свого: вони перестали платити данину хозарам і підкорилися Києву. Саме цим часом, у зв'язку з наступним походом супроти хозар, датується його легендарний вислів Іду на ви!.

### Розорення Хозарії
За Повістю врем'яних літ 965 року Святослав здійснив похід на Хозарський каганат. Жодного іншого джерела, яке б говорило про те, що Святослав ходив на хозарів, нема. Мусульманські джерела X століття підтверджують похід русів на Хозарський каганат, але імені ватажка не називають і датують його 969 роком, коли Святослав був на Дунаї. Серед сучасних істориків нема єдності щодо того, чи справді Святослав ходив на хозарів.

### Перемога над ясами та касогами
За різними джерелами руси після Каганату пішли на Північний Кавказ, Саркел та Тмуторокань. Однак, як відзначають сучасні історики, автор «Повісті врем'яних літ» нічого не знав про дії Святослава в Поволжі та Дагестані, а Ібн-Хаукаль, в свою чергу, не знав про похід русів на Саркел, Тмуторокань, аланів і касогів.

### Перша болгарська війна

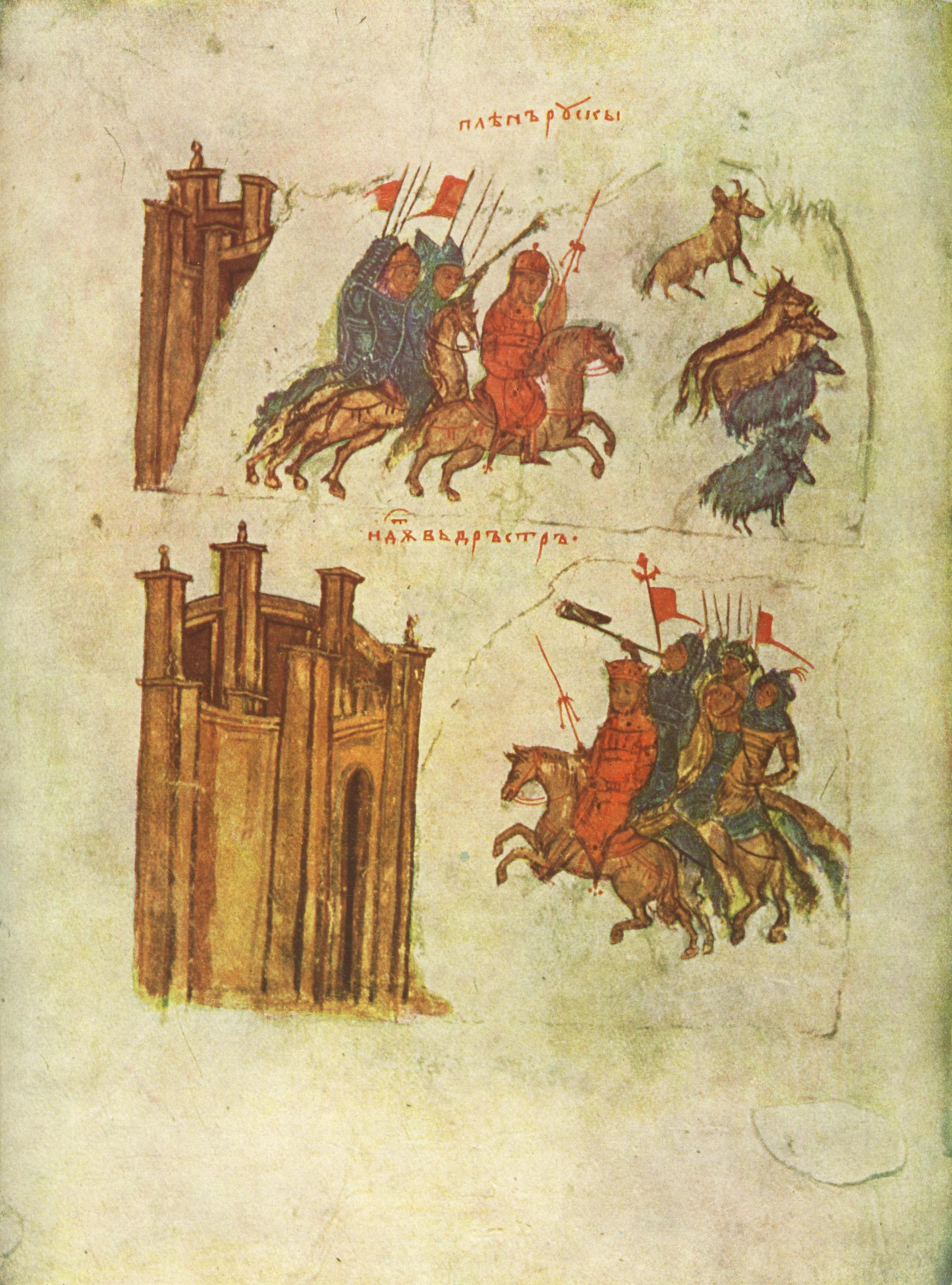
Зверху: завоювання Святославом Болгарії.
Знизу: похід Іоанна Цимісхія на Доростол.
Мініатюра з Ватиканського манускрипту XIV ст. (хроніка XII ст. Константина Манассія).

Цього разу князь задумав почати велику війну проти Візантійської імперії. Але спочатку здійснив похід на грецьке місто Херсонес, яке закривало шлях руським купцям у Чорне море, яке за тих часів дістало назву Руського моря, «бо ним тільки Русь плаває». Військові приготування у Києві не стали секретом ні для жителів Херсонеса, ні для Константинополя. Візантійський імператор Никифор ІІ Фока вирішив відкупитися від войовничих русичів. Він послав до князя Святослава знатного херсонесця патрикія Калокира з величезними дарами — 15 кентинаріями золота.
Метою дипломатичної місії Калокіра було перенацілення руського війська на дунайські береги, тобто на Болгарське царство. Його цар Симеон, колишній бранець імператора, успішно воював з Візантією. Однак раптова смерть не дозволила йому довершити розгром ненависної йому імперії. Хоч новий болгарський цар Петро Короткий не становив серйозної загрози Константинополю, там все ж вирішили позбутися можливого супротивника силами русичів.
Однак у князя Святослава були власні плани. Він вирішив розсунути кордони Русі, зробити Болгарію союзницею у майбутній війні з Візантією і задумав навіть перенести свою столицю з Києва на береги Дунаю за прикладом князя Олега, який перебрався у Київ з Новгорода.
Візантійський імператор Никифор ІІ Фока восторжествував, коли дізнався, що руський князь погодився виступити у похід проти Болгарського царства. Один з найзнаменитіших в історії правителів Візантії, наймайстерніший дипломат свого часу вів зі Святославом потрійну гру:
- по-перше, відводилася військова загроза вторгнення русинів у херсонеську фему, житницю Візантійської імперії;
- по-друге, він зіштовхував лобами у військовому протистоянні дві найнебезпечніші для Візантії країни — Київську Русь і Болгарське царство;
- по-третє, нацьковував на знесилену у війні Русь кочівників-печенігів, щоб тим часом прибрати до своїх рук Болгарію, знесилену у війні з Руссю.

У 967 році Святослав Ігорович рушив до берегів Дунаю. Військо русів було переважно піше, в далекий похід воно виступило на лодійній флотилії, що йшла Дніпром, а потім поблизу морських берегів. Своєї кінноти у князя було мало, але зате велику кінноту мали в своєму розпорядженні союзники — печеніги й угорські вожді. Чисельність війська Святослава під час його першого болгарського походу оцінюється у десять тисяч воїнів.
Човни без перешкод увійшли в гирло Дунаю і стали підніматися вгору за течією річки. Поява війська Святослава була несподіваною для болгар. Руське військо зійшло на дунайський берег поблизу Переяславця — Μικρᾶ Πρεσθλάβα. Болгарський історик Васил Н. Златарскі визначав місцезнаходження Переяславця на Дунаї в Добруджі, нижче за течією від румунського міста Чернавода. Торговий річковий порт Преславец придбав популярність і значення торгового центру лише в XI столітті, часу створення перших руських літописів. Перша ж битва з болгарським царським військом принесла перемогу руській зброї.
У Візантії швидко усвідомили свою помилку. Святослав влаштувався в місті Переяславці. За його виразом, там, у Переяславці на Дунаї, була «середина» його землі. Це місто повинно було стати столицею величезної слов'янської держави.
У сучасника Святослава арабського географа ібн-Хаукаля, є розповідь, що руси після розгрому Хозарського каганату здійснили великий похід до Візантії, а потім через Середземне море до іспанської Андалусії. Проте хроніст не пояснює, військовий був це похід чи торговий; проте сама можливість такого походу свідчить про достатньо високий рівень розвитку вітчизняного флоту в державі князя Святослава.

### Напад печенігів на Київ (968)

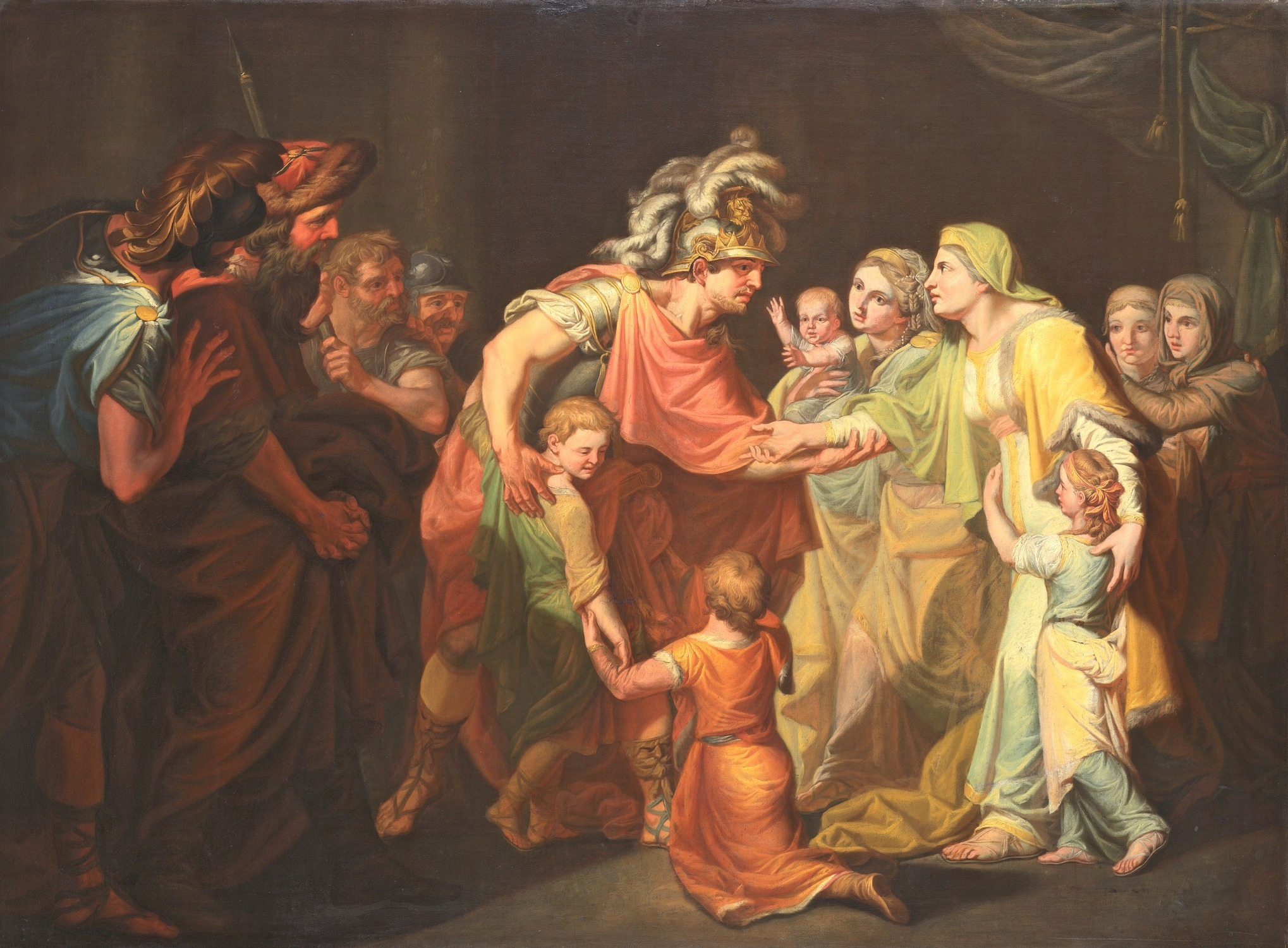
Великий князь Святослав, який цілує матір і дітей своїх по поверненні з Дунаю в Київ. Художник — Іван Акімов, 1773.

У той час у Києві знаходилася старіюча княгиня Ольга, яка правила Руссю за сина, і троє синів Святослава. Навесні печеніги обложили Київ (це був перший набіг степових кочовиків на Київ) і стали спустошувати його околиці. Обложеним вдалося послати звістку про це в Переяславець.
Князь Святослав, здавалося, зробив неможливе. Він швидко зібрав своє військо, яке стояло гарнізонами по болгарських фортецях, і стрімко рушив по Дунаю, Чорномор'ю і Дніпру до Києва. Печеніги не чекали такої швидкої появи київського князя на Русі — імператорські посланці запевняли їх у неможливості цього. Небезпека для печенігів була ще й у тому, що князь Святослав чудово знав тактику своїх нещодавніх союзників. Військо Святослава з тріумфом увійшло в Київ.

### Державні реформи
У 969 році померла княгиня Ольга. Поховав її Святослав так, як вона й бажала — за християнським звичаєм, і дуже сумував за нею. Сам же Святослав залишався язичником до кінця свого життя.
Після смерті своєї матері князь залишив у Києві старшого сина Ярополка, середній Олег став древлянським князем, а молодший Володимир став княжити у Новгороді.

### Друга болгарська війна

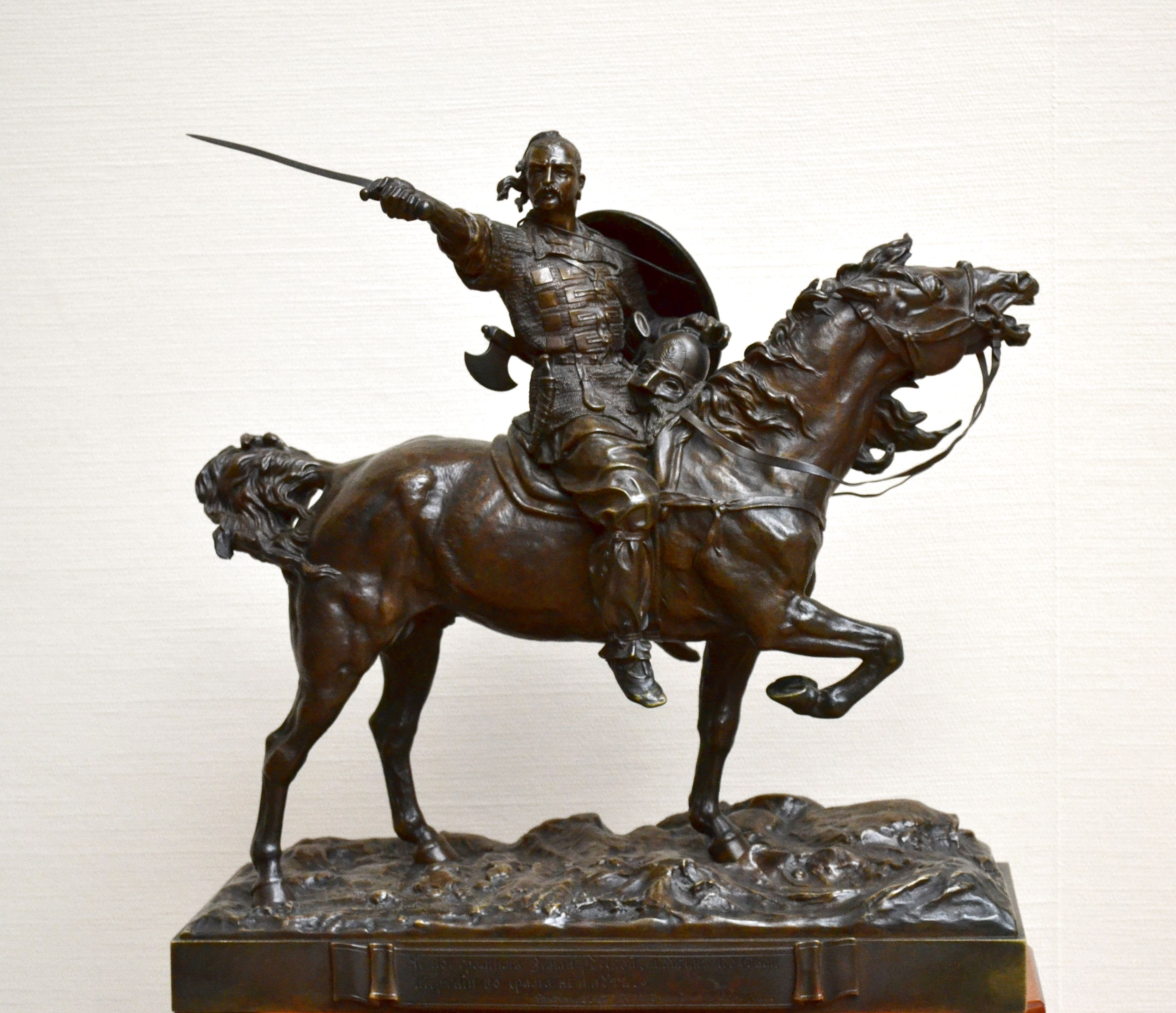
Святослав на коні у поході на Царгород. Скульптор — Євген Лансере, 1886.

Наприкінці 969 року несподівано помер болгарський цар Петро Короткий. Візантійці поспішили звести на болгарський престол його сина Бориса. Той відразу ж оголосив про мир і союз із Візантійською імперією. Однак новий цар не отримав підтримки підданих: простий народ і більшість феодалів бажали підкоритися князю Святославу[джерело?], який не зазіхав на їхні свободи і права.
Тим часом у Константинополі стався палацовий переворот, і Никифор ІІ Фока був убитий змовниками. Новим імператором став відомий полководець Іоанн I Цимісхій, який прославив своє ім'я перемогами в Малій Азії. Візантійці почали переговори зі Святославом, але той відразу відкинув їхню головну вимогу — йти з Болгарії на Русь він не збирався.
Тоді імператор Іоанн Цимісхій викликав з Константинополя найдосвідченіших полководців Візантії: Варда Скліра і переможця арабів патриція Петра. Він наказав їм готуватися до війни проти князя Святослава. Тому стало відомо про військові приготування візантійців, і він сам пішов у похід на Царгород.
Навесні 970 року військо русів стрімко перетнуло болгарську землю і Балканські гори, розкидавши там ворожі заслони. Пройшовши таким чином близько 400 кілометрів, воно осадило місто-фортецю Аркадіополь. Відтак війна увійшла у візантійську провінцію Фракію.
Під Аркадіополем і сталася перша битва Святославового війська з візантійським, яким командував Варда Склір. Імператорська армія зазнала значних втрат, а її ватажок разом із залишками своїх полків зачинився в аркадіопольській фортеці. Святослав же спрямував частину своїх загонів від осадженого міста у сусідню Македонію.
Тоді імператор Іоанн Цимісхій перехитрив князя, давши йому велику данину. Військо русів, їхні союзники болгари, угорці й печеніги залишили Фракію і Македонію. Візантійська імперія отримала мир, щоб підготуватися до нової війни.
Навесні 971 року імператор на чолі двох тисяч «безсмертних» урочисто виступив в похід зі своєї столиці. В Адріанополі його чекала величезна візантійська армія. Швидко подолавши Балканські гори, імператорські полки несподівано з'явилися перед стінами болгарської столиці Преслави і обложили її. У місті знаходився загін русів під командуванням воєводи Свенельда. Разом з болгарськими дружинниками чисельність захисників міста становила лише 8,5 тисячі чоловік.

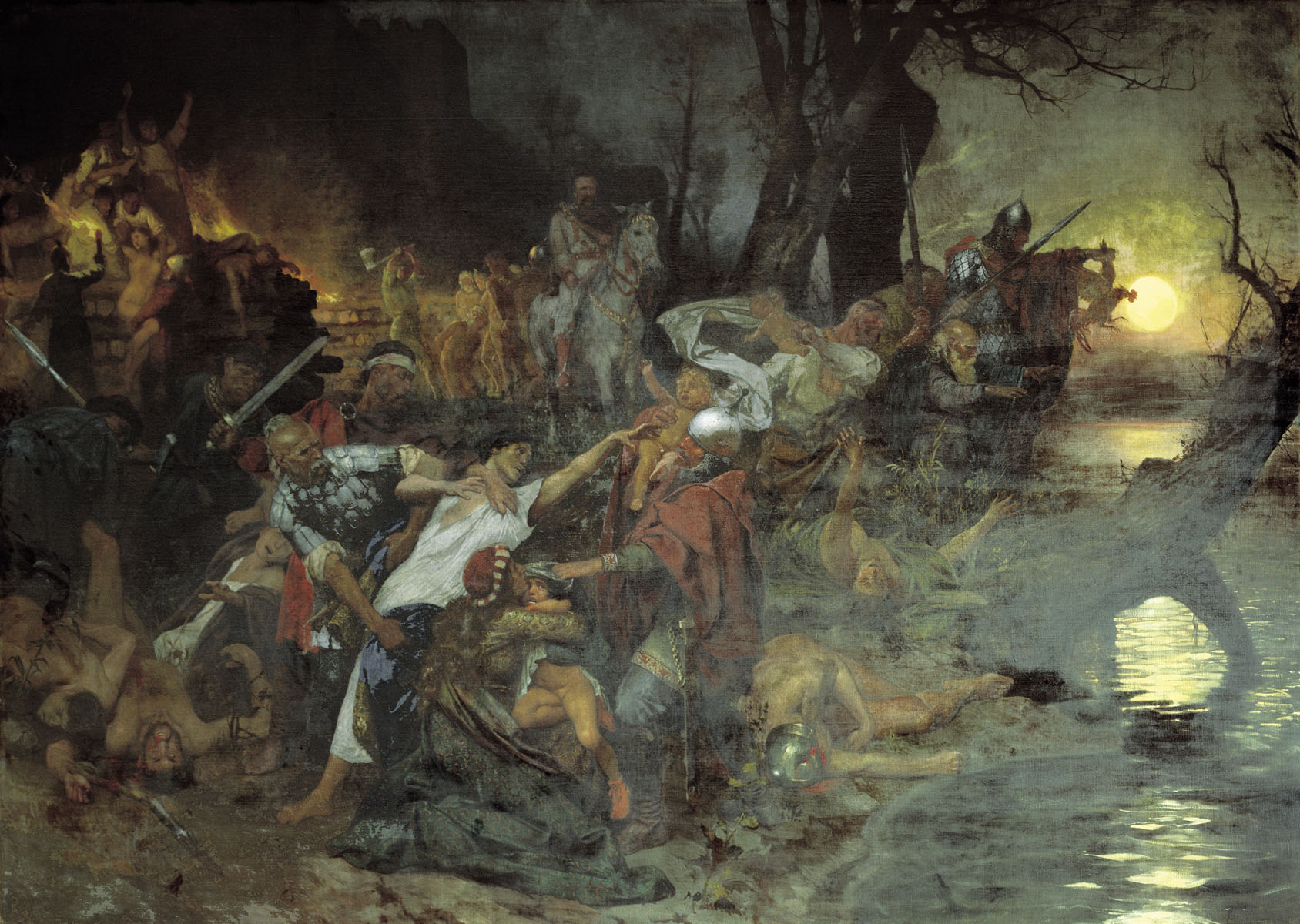
«Тризна воїнів Святослава» після битви під Доростолом. Художник — Генріх Семирадський, 1884.

23 квітня імператор Іоанн I Цимісхій, здійснивши стрімкий марш, підійшов до міста-фортеці Доростол. Однак першу битву під його стінами руси у візантійців виграли, знищивши із засідки великий передовий загін малоазіатських вершників. Та це не зупинило імператорську армію, яка розміреним кроком виходила на велику рівнину перед Доростолом.
Однак там візантійців вже чекали руси: піші воїни оточили фортечні стіни щільним строєм, прикрившись червленими щитами і виставивши уперед списи. Іоанн Цимісхій погодився на битву, наказавши почати загальну атаку. Однак воїни Святослава зуміли відбити навіть таранний удар важко озброєної панцирної візантійської кінноти. На цьому битва закінчилася: візантійці відійшли в свій табір, русичі — за фортечні стіни. Почалася облога Доростолу, яка тривала з 24 квітня по 22 червня 971 року. За цей час осаджені втратили загиблими і померлими від хвороб 15 тисяч чоловік, а їхній противник — 15—20 тисяч убитими в численних сутичках під кріпосними стінами.
На третій день облоги, 26 квітня, князь Святослав знову вивів своє військо в поле. Русичі билися в пішому строю і простояли на рівнині всю ніч, однак візантійці не зважилися продовжити битву. Остання битва під стінами Доростолу сталася 22 червня. Князь Святослав наказав замкнути за собою ворота, щоб ніхто без його наказу в разі поразки не міг ховатися за кріпосними стінами. Удар пішого війська русичів був настільки сильний, що візантійська армія стала відступати до облогового табору.
У такій критичній ситуації імператор Іоанн I Цимісхій особисто повів в атаку полк «безсмертних», кращу частину своєї армії. Раптом вибухнула сильна гроза, піднявся шквальний вітер і почалася злива. Візантійцям вдалося оточити руське військо, яке кинулося бігти до Доростола. Під час втечі, за даними візантійських літописів, загинуло 15 тисяч русів (через заперті ворота Доростола багато хто не зміг дістатися до безпечного місця), проти 350 вбитих візантійців та багатьох поранених.
Зрозумівши, що немає іншого виходу, князь Святослав наступного дня почав переговори з імператором Іоанном Цимісхієм. Цю зустріч описав візантійський історик Лев Диакон, що був учасником переговорів візантійців і русів.
Візантійці були раді такому виходу війни: руси по своїй волі залишали Болгарію і йшли на Русь, забезпечені продовольством на зворотний шлях. Було видано по дві міри хліба на кожного з 22 тисяч руських вояків.

### Загибель

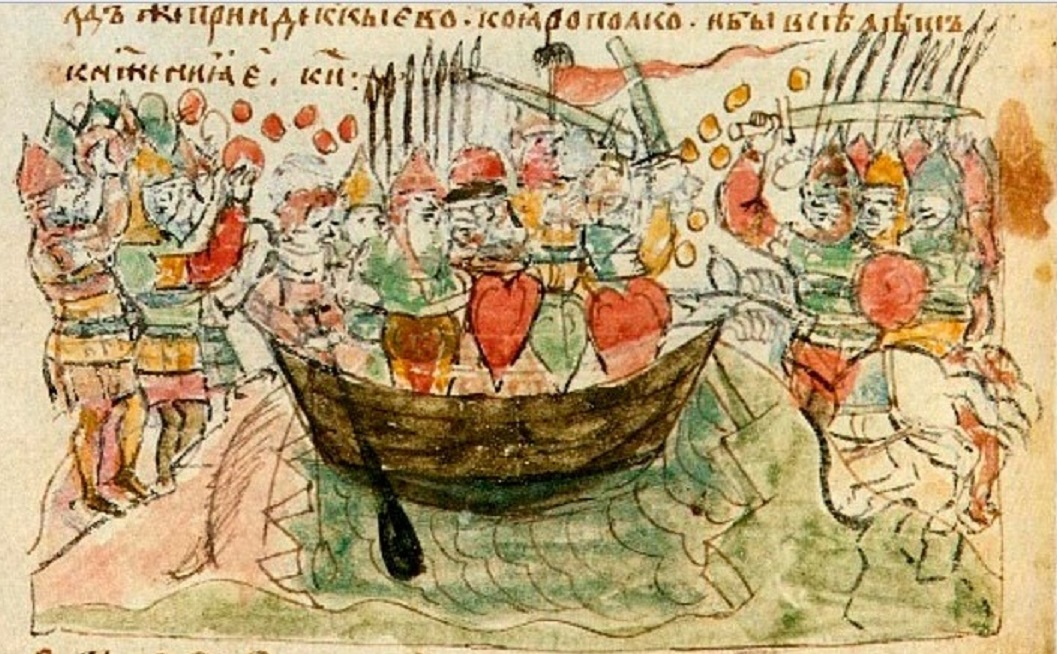
Загибель Святослава. Мініатюра з Радзивіллівського літопису XV ст.

Умови відходу руського війська з берегів Дунаю були почесними. Однак, перш ніж князь Святослав з'явився в гирлі Дунаю, в кочовища печенігів прибув повноважний посол візантійського імператора єпископ Феофіл. Він добре заплатив степовим вождям за напад на князя Святослава, який повертався на Русь.
Припливши на човнах на «острови Русів» у гирлі Дунаю, військо Святослава розділилося. Кінну дружину очолив воєвода варяг Свенельд, і вона рушила степами й лісами на Київ. Воєвода Свенельд переконував Святослава: «Обійди, княже, пороги на конях, бо стоять біля порогів печеніги». Але гордий воїн не захотів обійти небезпеку.
Ладійний флот рушив вгору Дніпром, маючи на суднах велике число поранених і хворих воїнів. Біля дніпровських порогів Святослав зрозумів, що йому не прорватися крізь печенізьку кінноту. І він наказав повернути назад, щоб перезимувати на островах у Білобережжі. Але зимівля була надзвичайно тяжкою — харчуватися доводилося переважно однією рибою без солі. Навесні 972 року князь разом з воїнами, які залишилися живими після зимівлі знову рушив вгору Дніпром. Воєводу Свенельда з обозами і кінними дружинами він так і не дочекався.
На дніпровських порогах Святослава вже чекали печеніги хана Курі. Подробиці останнього бою Святослава невідомі: біля порогів разом з ним загинули всі його дружинники. За переказом літописця печеніги зробили чашу з княжого черепа.
Іншу версію вбивства запропонував сходознавець Лев Гумільов. Згідно з нею, змову влаштував старший син князя Ярополк Святославич, що, мабуть, стояв на чолі київських християн, і таким чином позбувся свого впливового супротивника. «Зв'язковим» змовників з Курею міг стати київський воєвода Претич, що кілька років перед тим став побратимом Курі. Свенельд прорвався до Києва.

## Зовнішність
Зовнішність князя Святослава під час його перемовин з імператором Іоанном Цимісхієм у 970 році була описана візантійським істориком Левом Діаконом, який імовірно був свідком події:

Показався і Святослав, що приплив на ріці на скіфському човні; він сидів на веслах і веслував разом із наближеними, нічим не відрізняючись від них. Ось якою була його (князя Святослава) зовнішність: середнього зросту, не надто високого і не дуже низького, з кошлатими бровами і ясно-синіми очима, ніс короткий, борода оголена мало волосся, з густим, дуже довгим волоссям над верхньою губою. Голова в нього була зовсім гола, але з одного боку її звисало пасмо волосся — ознака знатності роду; міцна потилиця, широкі груди та всі інші частини тіла були цілком співмірні, однак виглядав він похмурим і диким. В одне вухо його була вдіта золота сережка; вона була прикрашена карбункулом, обрамленим двома перлинами. Одежа його була біла і відрізнялася від одежі його наближених тільки чистотою. Сидячи в човні на лавці для веслярів, він поговорив трохи з імператором про умови миру і поїхав. Так закінчилася війна ромеїв зі скіфами.
Цей опис зовнішності Святослава в різних редакціях цитується або переказується як актуальний у багатьох історичних працях, наприклад, у «Історії України-Руси» Михайла Грушевського та в книгах відомої сучасної української вченої Наталії Яковенко. Натомість деякі російські історики сумніваються що Лев Діакон був безпосереднім свідком перемовин і бачив князя Святослава особисто, але навіть не зважаючи на це допускають, що зовнішність князя все одно могла бути описана коректно за переказами очевидців.

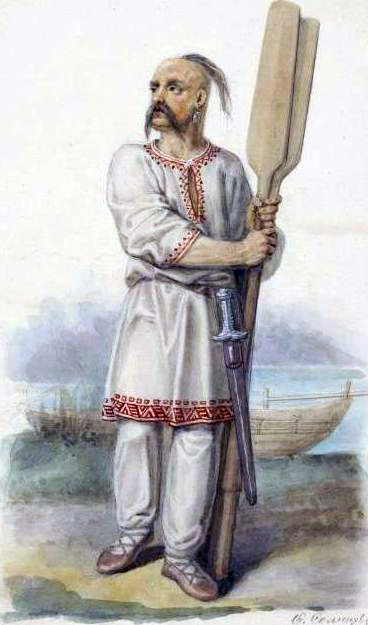
Реконструкція зовнішності князя Святослава за описом Льва Диякона. З альбому рос. «Одежды Русского государства» Федора Солнцева, 1869.
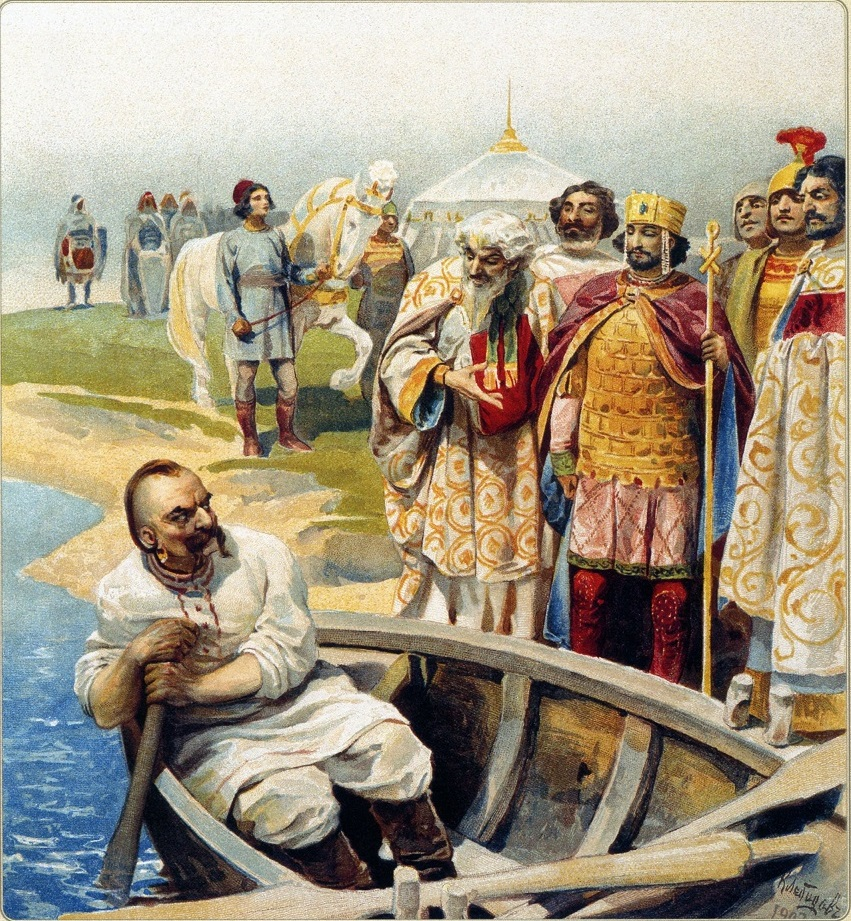
Зустріч князя Святослава з візантійським імператором Іоанном I Цимісхієм на березі Дунаю. Художник — Клавдій Лебедєв(інші мови), бл. 1880.

## Резиденції
У IX розділі трактату імператора Візантії Костянтина VII Багрянородного «Про управління імперією» сказано, що частина купецької флотилії до Константинополя приходила «з Немогарда» (Nεμογαρδάς), в якому сидів Сфендослав, син Інгора, архонта Русі". Частина дослідників ототожнили Немогард з Новгородом, В. Ляскоронський вважав новою відбудованою частиною Києва, В. Пархоменко — місто, південніше на шляху. Д. Б'юрі (англ. J. Burry) замість μ пропонував читати β, на підставі цього А. Кірпічников зробив висновок, що резиденція була в Ладозі.

## Титул
Літопис називає його як «Святослав, великий князь Руський».
Літописець також наводить слова самого Святослава з тексту русько-візантійського договору 971 року:

| «Я, Святослав, князь руський, як і клявся, так і скріпляю договором цим клятву свою».[27] |

## Сім'я
- Батько: Ігор Старий
- Матір: Ольга (княгиня)
- Дружина: Предслава, угорка
  - Ярополк Святославич (?—980), великий князь київський (972—980)
  - Олег Святославич (?—977), князь древлянський (970—977)
- Наложниця: Малуша
  - Володимир (963? —1015), князь новгородський (970—980), великий князь київський (980—1015)

### Родовід
|  |                                                     |  |  |  |  |  |  |  |  |  |  |  |  |  |  |  |
|  | 4. Рюрик, літописний засновник династії Рюриковичів |  |  |  |  |  |  |  |  |  |  |  |  |  |  |  |
|  |                                                     |  |  |  |  |  |  |  |  |  |  |  |  |  |  |  |
|  |                                                     |  |  |  |  |  |  |  |  |  |  |  |  |  |  |  |
|  | 2. Ігор, князь київський                            |  |  |  |  |  |  |  |  |  |  |  |  |  |  |  |
|  |                                                     |  |  |  |  |  |  |  |  |  |  |  |  |  |  |  |
|  |                                                     |  |  |  |  |  |  |  |  |  |  |  |  |  |  |  |
|  | 1. Святослав, великий князь київський               |  |  |  |  |  |  |  |  |  |  |  |  |  |  |  |
|  |                                                     |  |  |  |  |  |  |  |  |  |  |  |  |  |  |  |
|  |                                                     |  |  |  |  |  |  |  |  |  |  |  |  |  |  |  |
|  | 3. Ольга, княгиня київська                          |  |  |  |  |  |  |  |  |  |  |  |  |  |  |  |
|  |                                                     |  |  |  |  |  |  |  |  |  |  |  |  |  |  |  |
|  |                                                     |  |  |  |  |  |  |  |  |  |  |  |  |  |  |  |

## Вшанування пам'яті

### Пам'ятники
- Поблизу села Микільське-на-Дніпрі у Надпоріжжі є місце, де, як вважається, вбито князя Святослава. Пам'ятну дошку тут було відкрито за часів Російської імперії, в Україні це місце є пам'яткою історії національного значення.[28]
- Пам'ятник князю Святославу у місті Київ на території МАУП.
- 15 жовтня 2005 року відкрито пам'ятник князю Святославу у місті Запоріжжі.
- 22 листопада 2008 року встановлено пам'ятник князю Святославу Хороброму у селі Старі Петрівці.
- 20 грудня 2015 року відкрито пам'ятник князю Святославу у Маріуполі.

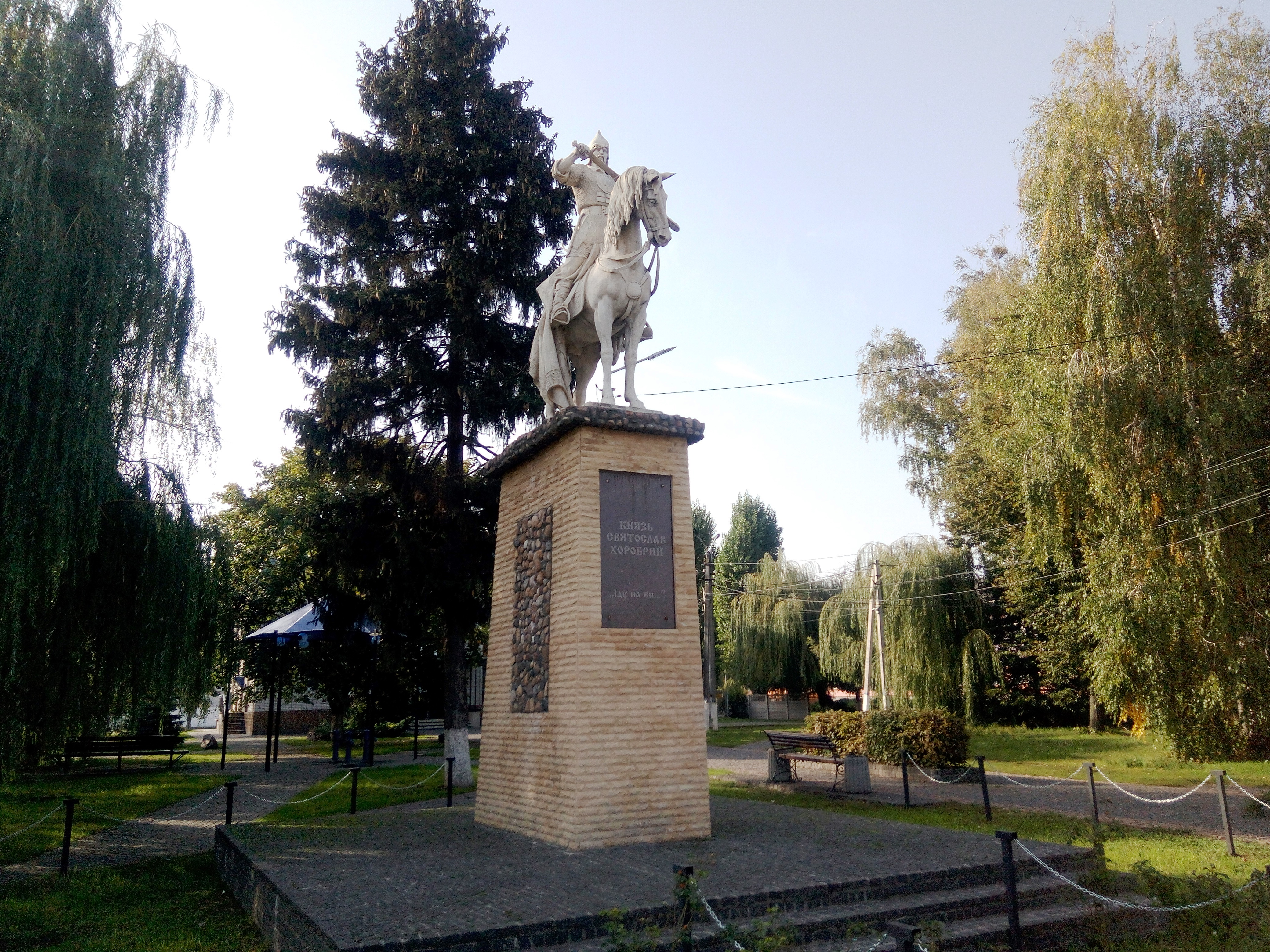
Пам'ятник у селі Старі Петрівці, автори: Олесь Сидорук та Борис Крилов.
Пам'ятник у Києві, на подвір'ї МАУП, автори: Олесь Сидорук та Борис Крилов.
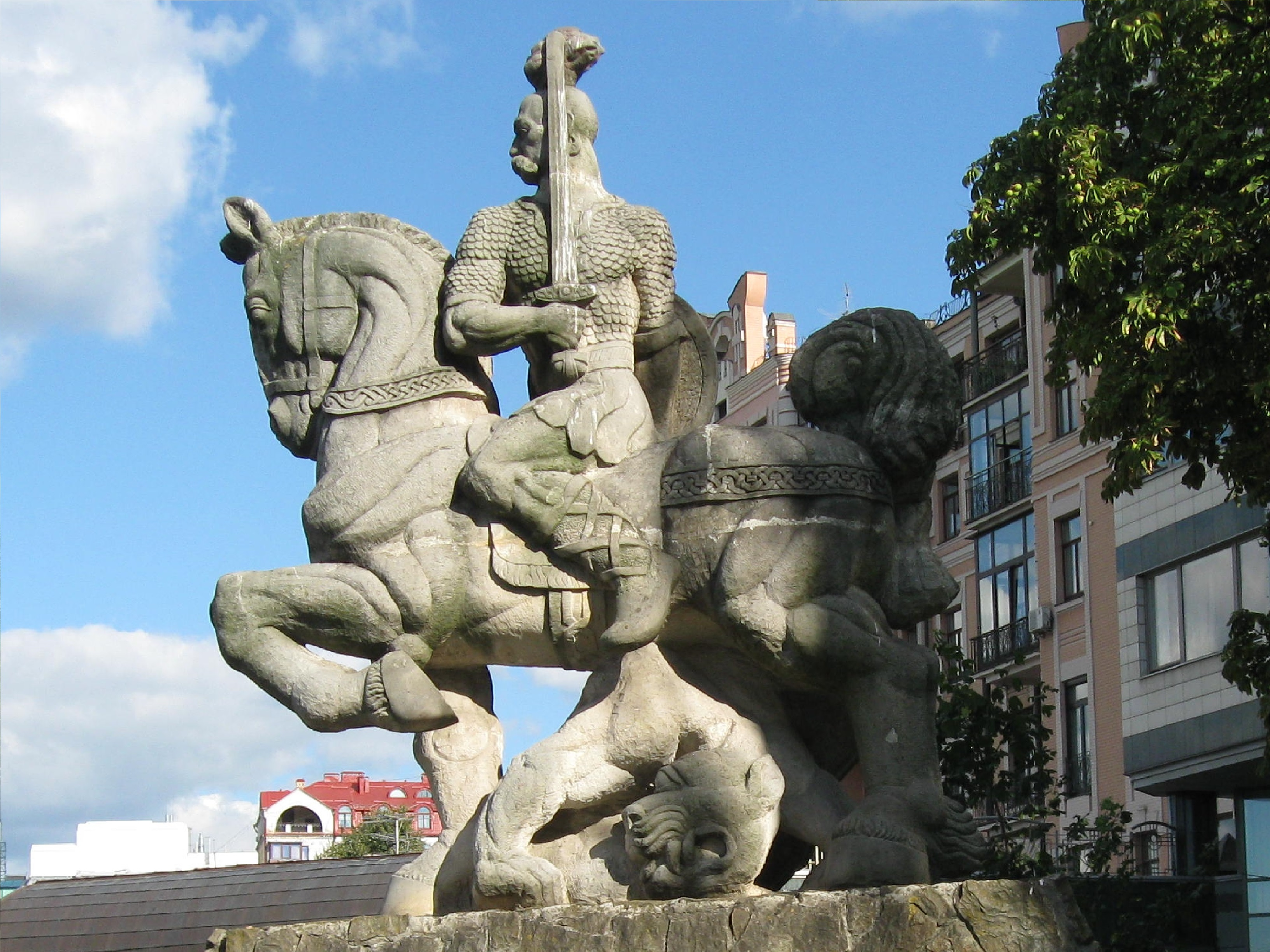
Пам'ятник на Пейзажній алеї в Києві (2004). Скульптор Олексій Пергаменщик, архітектор Костянтин Пергаменщик, дар місту Києву.
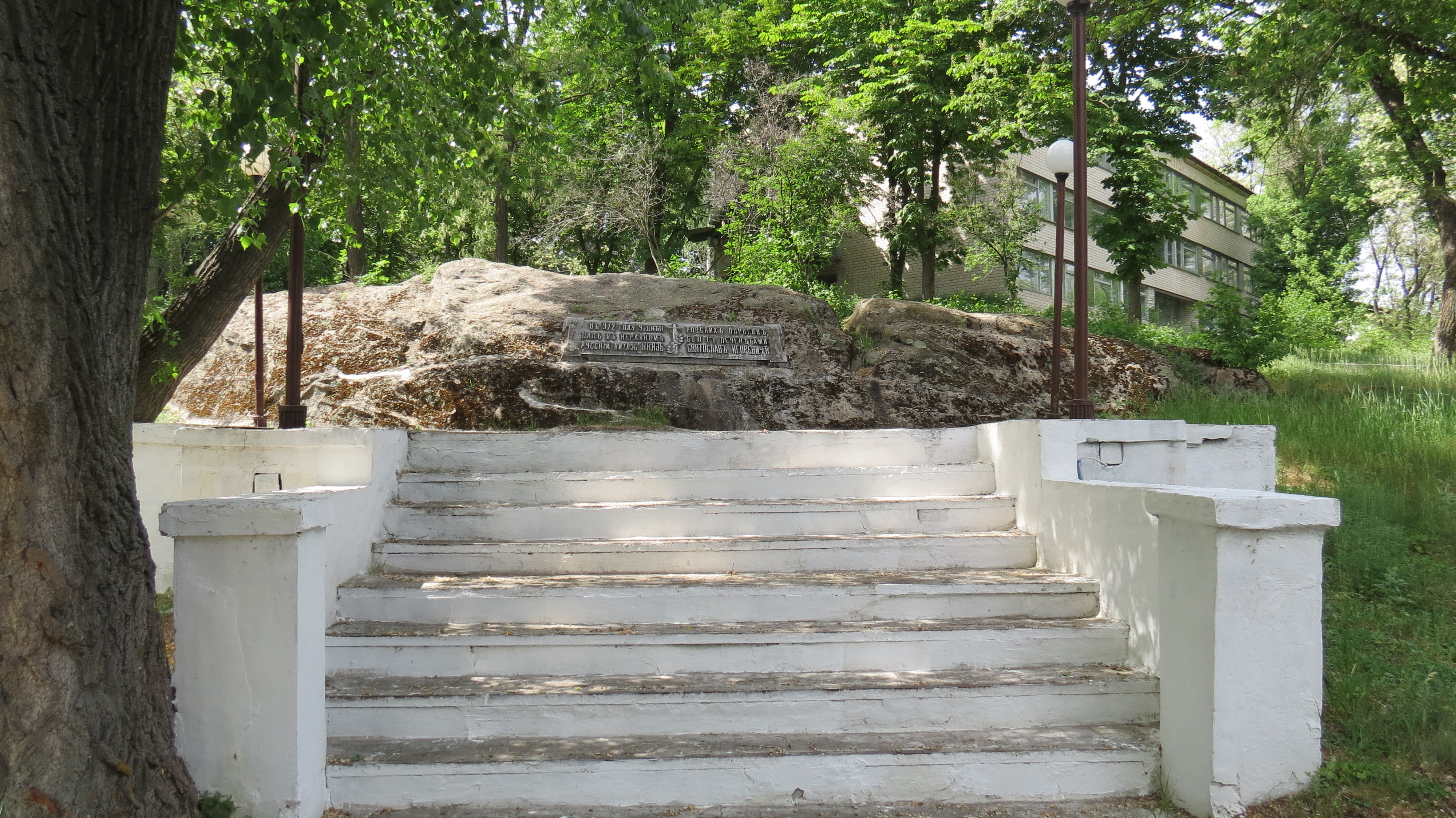
Монумент у с. Микільське-на-Дніпрі, де, як вважається, загинув Святослав.

### Військові формування
- 3-й окремий полк спеціального призначення імені князя Святослава Хороброго міста Кропивницький

### Топоніміка
Топоніми на честь Святослава є у багатьох населених пунктах України. Зокрема, у Києві є Святославська вулиця і вулиця Святослава Хороброго. Обласні центри із вулицями і площами на його честь: Вінниця, Дніпро, Кропивницький, Львів, Суми, Хмельницький, Черкаси, Чернігів.
У місті Первомайськ Миколаївської області є вулиця Князя Святослава та вулиця Святослава Хороброго.

## В мистецтві
Святослав Ігорович головний персонаж роману С. Скляренка «Святослав»(1959)  та один з персонажів романів  «Володимир» (1962). 
«Тризна воїнів Святослава» — картина польського і українського художника-академіста Генріха Семирадського (1843—1902). 
«Іду на Ви!» - пісня музичного гурту «Суренж» присвячена воїнам Сил спеціальних операцій ЗС України. 

### Монографії
- Войтович Л. 3.1. Династія Рюриковичів. //  Князівські династії Східної Європи (кінець IX — початок XVI ст.). Львів: Інститут українознавства, 2000.
- Войтович Л. Княжа доба: портрети еліти . — Біла Церква, 2006.

### Історичні нариси
- Пєтков С. Князь Святослав: [історичний нарис].– 3-е вид., перероб. і допов.– Київ: АртЕк, 2020.– 208 с.

### Статті
- Великий князь Святослав Ігорович: у пам'ятних знаках та витворах мистецтва [Текст] / Сергій Пєтков // Історія релігій в Україні : наук. щорічник 2015 рік. — Львів, 2015. — Кн. 2. — С. 467-479 : рис. — Бібліогр
- Великий князь Святослав І його роль в історії Русі-України [Текст] / В. Король // Історія в школі. — 2010. — № 2. — С. 1-4.
- Войтович Л.Гольмґард: де правили руські князі Святослав Ігоревич, Володимир Святославич та Ярослав Володимирович? // Український історичний журнал. — К., 2015. — № 3 (522) (травень—червень). — С. 37—55.
- Дунайсько-болгарський проект Святослава Славного [Текст] / В. Ричка // День. — 2016. — № 138/139 ( 5-6 серп.). — С. 18.
- Українська держава в час правління Великого київського князя Святослава Ігоревича через призму візантійських джерел у 60-70 роки Х століття [Текст] / В. С. Ідзьо // Збірник наукових праць науково-дослідного інституту українознавства. — К., 2005. — Т. VI. — С. 231-237.
- Якір В. Невдалий герой: про культ князя Святослава в Україні // «Спільне». — 25 липня 2016.

### Довідники
- Котляр М. Ф. Святослав Ігорович // Малий словник історії України / відпов. ред. В. А. Смолій. — К. : Либідь, 1997. — 464 с. — ISBN 5-325-00781-5.
- Котляр М. Ф. Святослав Ігоревич // Українська дипломатична енциклопедія: У 2-х т. / Редкол.: Л. В. Губерський (голова) та ін. — К. : Знання України, 2004. — Т. 2. — 812 с. — ISBN 966-316-045-4.
- Филипчук М. О. Святослав Ігорович // Енциклопедія історії України : у 10 т. / редкол.: В. А. Смолій (голова) та ін. ; Інститут історії України НАН України. — К. : Наукова думка, 2012. — Т. 9 : Прил — С. — С. 487. — ISBN 978-966-00-1290-5.
- Святослав // Юридична енциклопедія : [у 6 т.] / ред. кол.: Ю. С. Шемшученко (відп. ред.) [та ін.]. — К. : Українська енциклопедія ім. М. П. Бажана, 2003. — Т. 5 : П — С. — 736 с. — ISBN 966-7492-05-2.
- Святослав I // Українська мала енциклопедія : 16 кн. : у 8 т. / проф. Є. Онацький. — Накладом Адміністратури УАПЦ в Аргентині. — Буенос-Айрес, 1964. — Т. 7, кн. XIII : Літери Риз — Се. — С. 1708-1709. — 1000 екз.
- Святослав Ігорович // Україна в міжнародних відносинах. Енциклопедичний словник-довідник. Випуск 6. Біографічна частина: Н–Я / Відп. ред. М. М. Варварцев. — К.: Ін-т історії України НАН України, 2016. — с. 173—174.